# Sarnia (1910)
Pour les articles homonymes, voir Sarnia.
Le SS Sarnia était un navire à passagers construit pour la London and South Western Railway en 1910. Pendant la Première Guerre mondiale, il a servi dans la Royal Navy en tant que navire d'arraisonnement armé HMS Sarnia.

## Historique
Le Sarnia a été construit par Cammell Laird à Birkenhead, en Angleterre, et lancé le 9 juillet 1910. Sa propulsion était assurée par deux chaudières marines à double extrémité fournissant de la vapeur à un ensemble de turbines Parsons entraînant trois arbres d'hélice. Le navire pouvait accueillir 186 passagers de première classe et 114 passagers de deuxième classe, soutenus par 48 membres d’équipage. Le Sarnia faisait partie d’une paire de navires commandés par la London and South Western Railway, l’autre étant le Caesarea. Ce furent les premiers vapeurs à turbines commandés par la compagnie de chemin de fer. Ils ont été déployés sur la route des îles Anglo-Normandes pendant quelques années jusqu’au déclenchement de la Première Guerre mondiale.
Pendant la Première Guerre mondiale, l’Amirauté l’a réquisitionné pour servir dans la Royal Navy et l’a reconfiguré en tant que navire d'arraisonnement armé HMS Sarnia. Le 28 octobre 1915, il entre en collision avec le dragueur de mines auxiliaire HMS Hythe dans les Dardanelles. Le Hythe a coulé avec la perte de 154 vies.
Le 12 septembre 1918, le sous-marin SM U-65 de la marine impériale allemande a coulé le Sarnia dans la mer Méditerranée au large d’Alexandrie, en Égypte, à la position 31° 58′ N, 30° 55′ E, avec la perte de 53 membres d’équipage